# 许蒂斯海姆
许蒂斯海姆是德国巴登-符腾堡州的一个市镇。总面积10.36平方公里，总人口1352人，其中男性665人，女性687人（2011年12月31日），人口密度131人/平方公里。